# Катрін Фльорі-Вашон
Катрін Фльорі-Вашон (фр. Catherine Fleury-Vachon; нар. 18 червня 1966, Париж, Франція) — французька дзюдоїстка, олімпійська чемпіонка 1992 року, чемпіонка світу та Європи, багаторазова призерка чемпіонатів світу та Європи.

## Виступи на Олімпіадах
| Олімпіада      | Дисципліна | Місце |
| -------------- | ---------- | ----- |
| Барселона 1992 | до 61 кг   | 1     |
| Атланта 1996   | до 61 кг   | 13    |